# 奥约斯德尔科利亚多
奥约斯德尔科利亚多（西班牙語：Hoyos del Collado），是西班牙卡斯蒂利亚-莱昂阿维拉省的一个市镇。 总面积10km2, 总人口44人（2001年），人口密度4人/km2。